# Кулькина, Анна Викторовна
А́нна Ви́кторовна Кулькина (род. 19 марта 1986 года, Алма-Ата, СССР) — казахстанская синхронистка. мастер спорта Республики Казахстан международного класса.

## Карьера
Занимается плаванием с 6 лет. Живёт и тренируется в Алма-Ате. Тренер - Ж.Г. Демченко, хореограф - В.А. Гончаров, тренер по плаванию - А.Я. Иванов.
Двукратная бронзовая призёрка летних Азиатских игр: в дуэте (в 2006 году в Дохе) и комбинации (в 2010 году в Гуанчжоу).
На чемпионате мира лучший результат - 10-е место в соло на чемпионате мира 2009 года в Риме.
Участница летних Олимпийских игр 2012 года в Лондоне. Казахстанский дуэт Анны Кулькиной с Айгерим Жексембиновой в квалификационном раунде занял 15-е место и не смог пробиться в финал соревнований.
Многократная чемпионка Казахстана. Призёр нескольких международных турниров и этапов кубка мира.